# Mainz Hauptbahnhof
Mainz Hauptbahnhof is een spoorwegstation in de Duitse stad Mainz. Het station behoort tot de Duitse stationscategorie 2. Het station wordt dagelijks gebruikt door 80.000 reizigers.